# Ecuelin Churchyard
Ecuelin Churchyard is een Britse militaire begraafplaats gelegen in de Franse plaats Ecuelin (Noorderdepartement). De begraafplaats wordt onderhouden door de Commonwealth War Graves Commission.
De begraafplaats telt 8 geïdentificeerde Gemenebest graven uit de Eerste Wereldoorlog.